# Sherry Acker
Sherry Acker (Kalamazoo, 6 giugno 1959) è un'ex tennista statunitense.

## Carriera
In carriera ha vinto un titolo di doppio. Nei tornei del Grande Slam ha ottenuto il suo miglior risultato raggiungendo le semifinali di doppio agli US Open nel 1979 e di doppio misto a Wimbledon nel 1981.

## Statistiche

### Doppio

#### Vittorie (1)
| Numero | Anno | Torneo                                 | Superficie | Compagna       | Avversarie in finale         | Punteggio     |
| 1.     | 1984 | Virginia Slims of Nashville, Nashville | Cemento    | Candy Reynolds | Mary Lou Daniels Paula Smith | 5-7, 7-6, 7-6 |